# Teoria KAM
La teoria KAM és un conjunt d'eines per a poder demostrar l'existència de solucions quasiperiòdiques en sistemes hamiltonians i en sistemes dinàmics en general. KAM és l'acrònim de Kolmogorov, Arnol'd i Moser, tres matemàtics que van ser els precursors d'aquesta.

## Il·lustració del problema
Originalment, la teoria KAM resol el problema següent:
Sigui {\displaystyle h_{0}:\mathbb {T} ^{n}\times \mathbb {R} ^{n}\rightarrow \mathbb {R} } un hamiltonià de la forma {\displaystyle h_{0}(q,p)=q\cdot \omega +{\frac {1}{2}}\langle p,Ap\rangle } amb la matriu {\displaystyle A} invertible. Llavors les òrbites d'aquest sistema compleixen les equacions diferencials
{\displaystyle \left\{{\begin{matrix}{\dot {q}}&=&{\frac {\partial h_{0}}{\partial p}}&=&\omega +Ap\\{\dot {p}}&=&-{\frac {\partial h_{0}}{\partial q}}&=&0\\\end{matrix}}\right..}
Aquest sistema es diu sistema integrable i les seves òrbites són {\displaystyle q(t)=q_{0}+t\omega ,p(t)=p_{0}}. La pregunta natural que sorgeix és si aquestes órbites persisteixen quan pertorbem el hamiltonià. Més conctretament, sigui {\displaystyle h(q,p)=h_{0}(q,p)+h_{per}(q,p)} amb {\displaystyle h_{per}} de norma petita. La teoria KAM respon que si {\displaystyle h_{per}} és de mida prou petita i si {\displaystyle \omega } és un vector diofantí llavors el hamiltonià {\displaystyle h} tindrà òrbites quasiperiòdiques amb frequència {\displaystyle \omega }.